# Villa Verde (Texas)
Pour les articles homonymes, voir Villa Verde.
Villa Verde est une census-designated place située dans le comté de Hidalgo, dans l’État du Texas, aux États-Unis. Sa population s’élevait à 874 habitants lors du recensement de 2010.